# Франц Йозеф фон Дитрихщайн
Франц Сераф Йозеф Карл Йохан Непомук Квирин фон Дитрихщайн-Николсбург-Прозкау-Лесли (на немски: Franz Seraph Joseph Carl Johann Nepomuk Quirin von Dietrichstein-Proskau-Leslie; * 28 април или 29 април 1767, Виена; † 8 юли или 10 юли 1854, Виена) е 8. имперски княз на Дитрихщайн-Николсбург в Моравия и генерал-майор. Той също е граф на Прозкау-Лесли, барон (фрайхер) на Холенбург, Финкенщайн и Талберг.

## Живот
Той е син на 7. княз Карл фон Дитрихщайн (1728 – 1808) и правата му съпруга Мария Кристина Йозефа фон Тун и Хоенщайн (1738 – 1788), дъщеря на граф Йозеф фон Тун-Хоенщайн (1711 – 1788) и графиня Мария Кристина фон Хоенцолерн-Хехинген (1715 – 1749), дъщеря на граф Херман Фридрих фон Хоенцолерн-Хехинген (1665 – 1733) и графиня Мария Йозефа Терезия фон Йотинген-Шпилберг (1694 – 1738). Баща му се жени втори път на 23 юли 1802 г. във Виена за Мария Анна фон Балдтауф (1757 – 1815). Братята му са Мориц Йозеф Йохан (1775 – 1864), 10. княз на Дитрихщайн, и Йозеф Франц Йохан (1780 – 1801, убит в битка при Регенсбург).
Като императорски и кралски кемерер и таен съветник Франц Йозеф служи в австрийската войска като генерал-майор. През 1796 г. става рицар на „Ордена Мария-Терезия“. През 1809 г. е оберхофмайстер на ерцхерцог Франц IV Австрийски-Есте, херцога на Модена, след това е дворцов комисар в Галиция до Виенския конгрес.
Франц Йозеф помага на бедните от град Виена и става почетен жител. През 1815 г. той е приет в Академията на науките в Ерфурт.
Като собственик на господството Нойравенсбург във Вюртемберг той е от 1815 до 1819 г. член на племенните събрания на Кралство Вюртемберг и от 1820 до 1829 г. на Първата камера на народното събрание. Той продава господството на Вюртемберг и мандатът му в камерата в Щутгарт е прекратен през юли 1829 г. където никога не е бил, а е заместван от други членове на камерата.
Князът води свободен живот и има множество извънбрачни деца, между тях прочутият пианист Зигизмунд Талберг (1812 – 1871).

## Фамилия
Франц Йозеф фон Дитрихщайн се жени на 10/16 юли 1797 г. в Паулслуст при Санкт Петербург за руската графиня Александра Андрейевна Шувалова (* 19 декември 1775; † 10 ноември 1845), дъщеря на граф Андрей Петрович Шувалов (1744 – 1789) и графиня Екатерина Петровна Салткова (1743 – 1817). Те имат един син:
- Йозеф Франц фон Дитрихщайн (* 28 март 1798; † 10 юли 1858), 9. княз, женен на 21 февруари 1821 г. за Габриела Антония Мария Аполония Йохана Непомуцена Фелицитас от Митровиц (* 2 ноември 1804; † 22 септември 1880); имат 4 дъщери

- Франц Йозеф фон Дитрихщайн, 
ок. 1840
- Александра Андрейевна Шувалова-Дитрихщайн